# Grotte des Pigeons

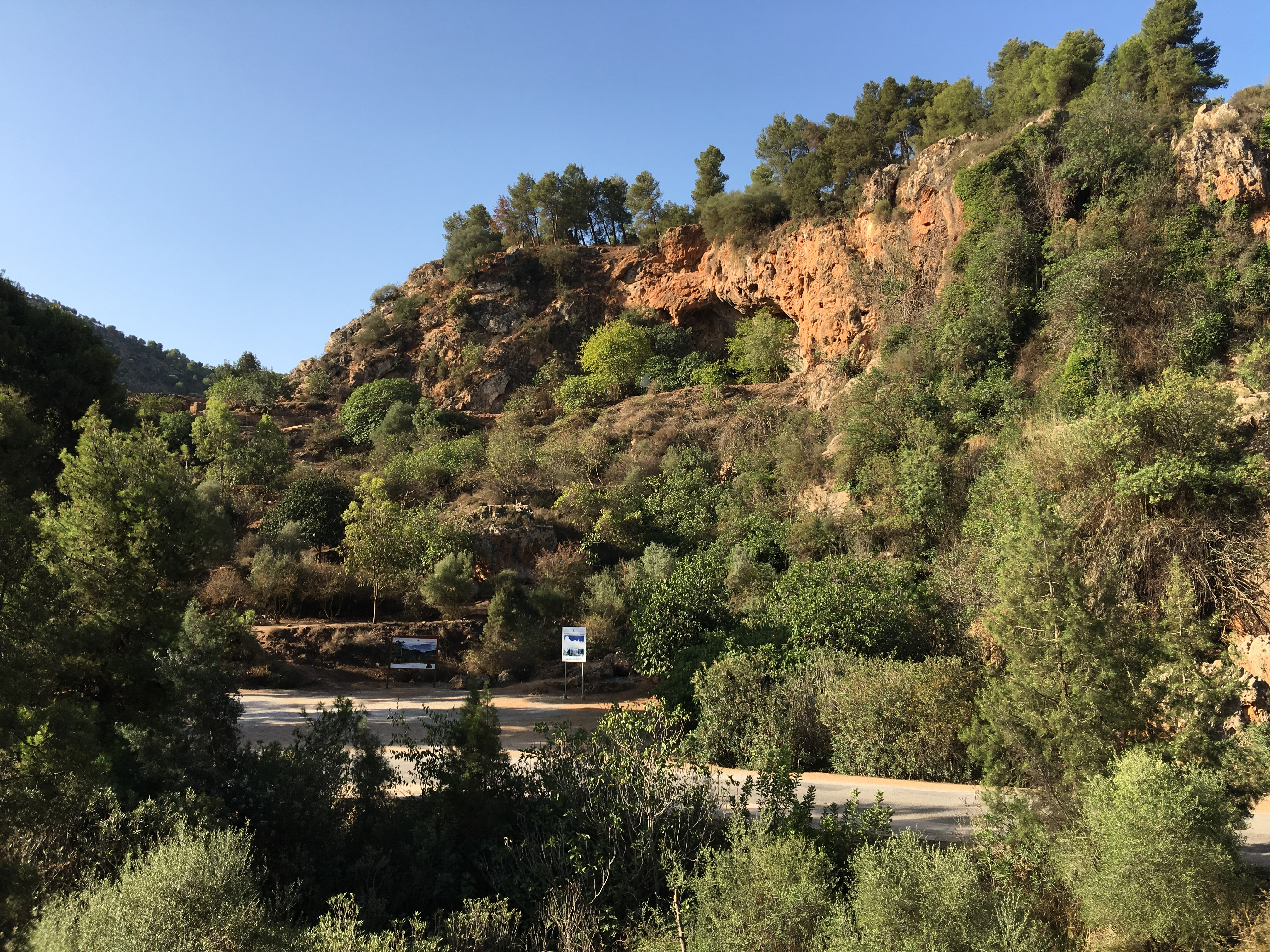
Blick von Osten auf die Grotte

Bei der Grotte des Pigeons handelt es sich um eine Höhle bei Tafoughalt (daher auch Grotte de Tafoughalt, arabisch مغارة تافوغالت, DMG Maġārat Tāfūġālt genannt) in der Provinz Berkane in der Region Oriental im Nordosten Marokkos. Sie gilt als „ältester Friedhof Nordafrikas“.

## Geschichte und Funde
In der Grotte des Pigeons wurden seit ihrer Entdeckung im Jahr 1908 mehrere Ausgrabungen (1944–1947, 1950–1955 und 1969–1977) durchgeführt, zuletzt ab 2003. Die insgesamt etwa 10 m dicken Schichten, die in der letzten Grabungskampagne entdeckt wurden, reichten bis in das Atérien zurück und enthielten die Überreste von mindestens 34 Menschen des Ibéromaurusien in zwei Begräbniszonen; diese und weitere Funde lassen weitreichende Aussagen über Ernährungsveränderungen und die Begräbnispraxis zu. Die jüngste Grabungskampagne brachte bis zu 200.000 Jahre alte Funde zutage.
2003 begann eine weitere Grabungskampagne. Dabei fanden sich 13 durchbohrte Schneckenhäuser (Nassarius gibbosulus), die auf ein Alter von 82.000 Jahren datiert wurden. Diese Art existiert heute nur noch im östlichen Mittelmeer, die paläolithischen Vertreter waren größer und besaßen dickere Schalen. Die Muscheln stammten von toten Tieren; sie wurden 40 km weit transportiert, mit Ocker verziert und so durchbohrt, dass man sie als Kette tragen konnte. Sie gelten als ältestes symbolisches Objekt. Zudem könnten sie ein Hinweis auf soziale Tauschnetzwerke sein, da sie, ähnlich wie Objekte aus einer wenig jüngeren Zeitstufe, über erhebliche Distanzen bewegt wurden.
Eine Analyse von rund 15.000 Jahre alter aDNA, die aus Knochen von sieben Individuen gewonnen wurde, ergab 2018, dass die Menschen dieser Epoche am engsten mit Populationen aus der Levante – der Kultur des Natufien – verwandt waren und allenfalls ein Drittel ihrer Vorfahren aus Subsahara-Afrika stammte. Es wurden keine Hinweise auf eine Introgression von Genen von Westeuropäern gefunden.
Untersuchungen an 52 Skeletten aus der Zeit zwischen 15.000 und 13.700 vor heute erwiesen, dass die Jäger und Sammler bereits unter Karies litten, obwohl meist vermutet wurde, dass diese Zahnkrankheit erst mit der Getreideproduktion aufkam. Offenbar hing dies mit ihrer Ernährung zusammen, die partiell aus erheblichen Mengen von Eicheln, aber auch aus Pinienkernen und Pistazien bestand. Zudem stellte sich heraus, dass die Bewohner der ausgedehnten Höhle nicht nur einen Friedhof mehrere Jahrtausende lang unterhielten, was auf eine gewisse Art von Sesshaftigkeit hindeuten könnte, sondern auch Eichelvorräte anlegten. Da sie wohl aus rituellen Gründen die Vorderzähne entfernten, ist es umso überraschender, dass sich keinerlei Hinweise auf die Entfernung von kariösen Zähnen fanden.
Vor 13.000 Jahren müssen Landschnecken in großer Zahl zur Ernährungsbasis hinzugekommen sein. Möglicherweise handelte es sich um eine abrupte Veränderung bei einer geringen Artenzahl. Zu diesen Arten gehören Alabastrina alabastrites aus der Familie der Schnirkelschnecken, Helix cf aspersa (Gefleckte Weinbergschnecke), dann Dupotetia dupotetiana und Otala punctata aus der Gattung Otala, die ebenfalls zu den Schnirkelschnecken gehört, sowie Cernuella sp aus der Familie der Laubschnecken.